# Азам, Ахмад
Ахмад Азам (узб. Ahmad Aʼzam; 28 июня 1949, Самарканд — 4 января 2014, Ташкент) — узбекский писатель, публицист, сценарист и литературный критик.

## Биография
Родился 28 июня 1944 года в селе Газира Джамбайского района Самарканда в Узбекистане.
С 1995 года был главным редактором НТРК Узбекистана, директором телеканала O‘zbekiston и студии Узбекфильм. Являлся автором телевизионных шоу, программ и документальных фильмов, в том числе «O'zlik», «Xalqning ko'ngli» и «To'rtinchi hokimiyat».
Его политическая деятельность включала в себя сопредседательство оппозиционного движения Бирлик и партии Эрк, где был генеральным секретарем Центрального совета. С 1999 по 2004 год также был депутатом Олий Мажлиса.
Скончался 4 января 2014 года.